# Fischbachau
Fischbachau es uno de los 15 municipios que integran el distrito de Miesbach, en los Alpes Bávaros, Alemania.

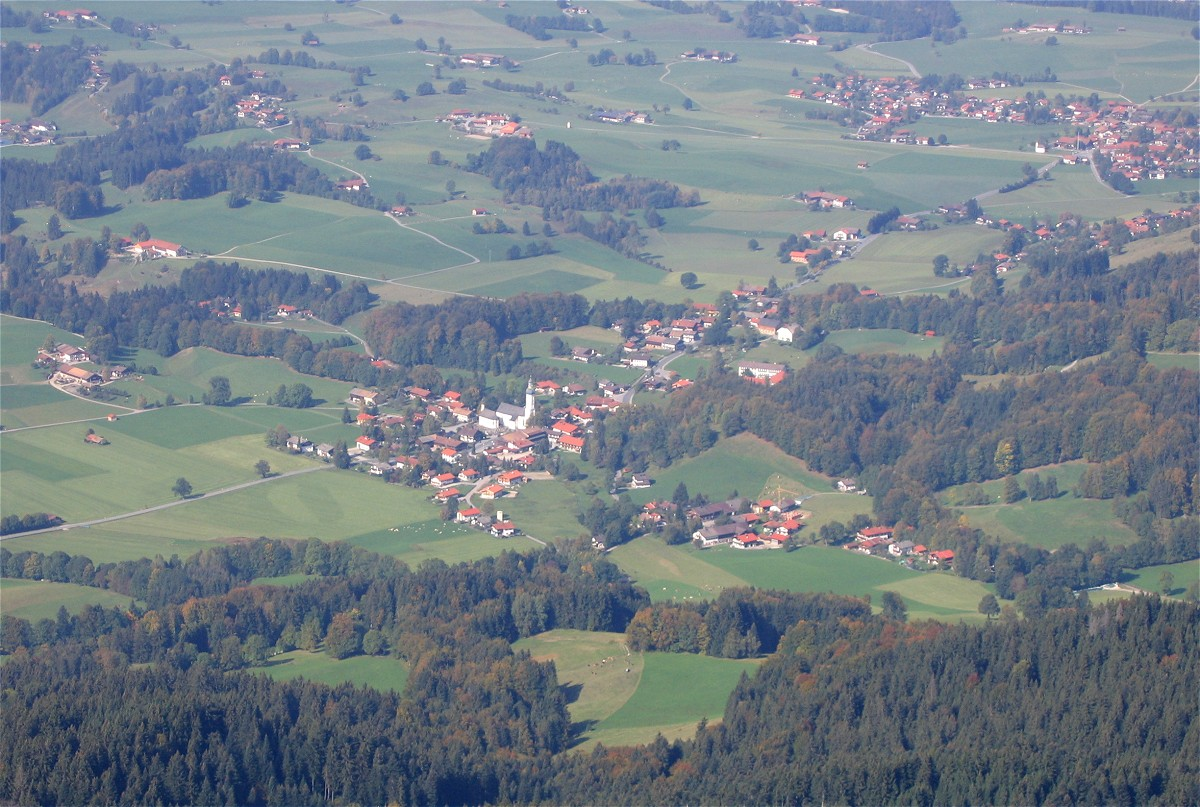
Vista de Fischbachau.